# Павловский сельсовет (Угловский район)
Павловский сельсовет — муниципальное образование со статусом сельского поселения и административно-территориальное образование в Угловском районе Алтайского края России. Административный центр — село Павловка.

## Население
| 1997  | 1998  | 1999  | 2000  | 2001  | 2002  |
| ----- | ----- | ----- | ----- | ----- | ----- |
| 1557  | ↗1572 | ↗1588 | ↗1594 | ↘1558 | ↘1509 |
| 2003  | 2004  | 2005  | 2006  | 2007  | 2008  |
| ↗1522 | ↘1504 | ↘1503 | ↘1457 | ↘1438 | ↘1423 |
| 2009  | 2010  | 2011  | 2012  | 2013  | 2014  |
| ↘1285 | ↘1246 | ↘1245 | ↘1200 | ↘1176 | ↘1172 |
| 2015  | 2016  | 2017  | 2018  | 2019  | 2020  |
| ↗1173 | ↘1158 | ↘1126 | ↘1087 | ↘1037 | ↘1011 |
| 2021  |       |       |       |       |       |
| ↘974  |       |       |       |       |       |

По результатам Всероссийской переписи населения 2010 года, численность населения муниципального образования составила 1246 человек, в том числе 606 мужчин и 640 женщин. Оценка Росстата на 1 января 2012 года — 1200 человек.

## Населённые пункты
В состав сельского поселения входит 2 населённых пункта:
- село Алексеевка,
- село Павловка.

### Упразднённые населённые пункты
- Степное — упразднённое село.